# Тюмнева, Виктория Алексеевна
Викто́рия Алексе́евна Тю́мнева (в девичестве Бара́нова; 6 февраля 1990, Жуковский) — российская трековая велогонщица, выступает за сборную России в различных трековых дисциплинах начиная с 2007 года. Многократная чемпионка всероссийских первенств, бронзовая призёрша чемпионата Европы, обладательница медалей этапов Кубка мира, призёрша летней Универсиады в Шэньчжэне. На соревнованиях представляет Московскую область и ЦСКА, мастер спорта международного класса.

## Биография
Виктория Баранова родилась 6 февраля 1990 года в городе Жуковский Московской области. Активно заниматься трековым велоспортом начала в раннем детстве, проходила подготовку в специализированной детско-юношеской школе олимпийского резерва, тренировалась под руководством своих родителей А. Л. Баранова и Л. Р. Барановой, известных тренеров по велосипедному спорту. Состоит в столичном спортивном обществе ЦСКА.
Первого серьёзного успеха добилась в 2007 году, когда выиграла золотую и бронзовую медали на юниорском чемпионате мира в Мексике — в кейрине и командном спринте соответственно. Также в этом сезоне в индивидуальном спринте и в гите на 500 метров стала серебряной и бронзовой призёркой юниорского чемпионата Европы в Германии. Год спустя одержала победу на чемпионате России в гите и заняла третье место в спринте, на европейском первенстве среди юниоров в Польше получила золотую, серебряную и бронзовую награды (индивидуальный спринт, гит, командный спринт), тогда как на юниорском мировом первенстве в Южной Африке добыла в тех же дисциплинах две бронзы и серебро. Кроме того, дебютировала на взрослом международном уровне, побывала на этапе Кубка мира в Манчестере, где вместе с партнёршей Светланой Гранковской выиграла бронзовую медаль в командных спринтерских гонках.
В 2009 году Баранова защитила титул чемпионки России в гите, успешно выступила на гран-при Тулы и гран-при Барселоны, на этапах мирового кубка в Китае, Колумбии и Великобритании. В следующем сезоне была среди призёров на гран-при Москвы и гран-при Вены, стала чемпионкой России в индивидуальном спринте, приняла участие в чемпионате мира в Дании. 2011 год получился одним из самых успешных в её спортивной карьере, она одержала победу на всероссийском первенстве в зачёте кейрина, завоевала две золотые медали на молодёжном чемпионате Европы в Португалии, на взрослом европейском первенстве в голландском Апелдорне выиграла бронзу в программе индивидуального спринта, того же результата добилась на этапе Кубка мира в Кали в спринтерской командной гонке в паре с Анастасией Войновой. Будучи студенткой, съездила на летнюю Универсиаду в китайский Шэньчжэнь, откуда привезла награды бронзового и серебряного достоинства, выигранные в гите на 500 метров и в спринте соответственно.
На молодёжном чемпионате Европы 2012 года Виктория Баранова стала чемпионкой сразу в трёх дисциплинах: индивидуальном спринте, командном спринте и кейрине. Благодаря череде удачных выступлений удостоилась права защищать честь страны на летних Олимпийских играх в Лондоне, должна была выступать в кейрине, однако в итоге не вышла на старт из-за разразившегося допингового скандала — была уличена в употреблении запрещённого тестостерона. Спортсменка призналась в применении допинга, объяснив свой поступок волнением в преддверии Олимпиады. «В аптеке самостоятельно купила таблетки, содержащие тестостерон, не помню точно название, кажется, андриол. Так как знала, что это запрещено, я не сказала ничего об этом тренеру. Выпила одну таблетку. В тот же вечер приехали офицеры допинг-контроля для отбора пробы».
После окончания срока дисквалификации в 2014 году вернулась в трековый велоспорт, в частности, в спринте и кейрине выиграла бронзовые медали на турнирах в Минске и Москве.
За выдающиеся спортивные достижения удостоена почётного звания «Мастер спорта России международного класса».